# Pavel Bunčák
Pavel Bunčák (4. března 1915, Skalica – 5. ledna 2000, Bratislava) byl slovenský básník, literární vědec, vysokoškolský pedagog, publicista a překladatel.

## Životopis
Pocházel z učitelské rodiny a vzdělání získával v Skalici, Klášteře pod Znievom a Bratislavě, kde v letech 1938–1942 studoval na Filozofické fakultě Univerzity Komenského obor slovenština – filosofie. V roce 1944 získal titul PhDr. a v roce 1971 se stal docentem slovenské literatury. V letech 1939–1940 pracoval na ředitelství železnic v Bratislavě. Později pracoval zejména jako redaktor – v letech 1942–1943 pracoval v Národních novinách v Martině, v letech 1945–1949 ve vydavatelství Pravda, v letech 1951–1953 v časopise Kulturní život a v letech 1953–1955 pracoval ve vydavatelství Slovenský spisovateľ.
V roce 1955 působil jako pedagog na Vysoké škole pedagogické a později i na Filozofické fakultě Univerzity Komenského v Bratislavě. V letech 1967–1969 působil jako lektor slovenského jazyka a literatury na univerzitě v Štrasburku (Francie) a od roku 1971 přednášel opět na Univerzitě Komenského slovenskou, polskou a světovou literaturu.

## Tvorba
První básně uveřejňoval v časopisech Svojeť, Elán a Slovenské pohledy, později pravidelně přispíval i do časopisů Slovenská literatura a Slovenská řeč. Svou tvorbou se řadí mezi slovenské nadrealisty, které ovlivnil francouzsky surrealismus a český poetismus. Ve své tvorbě využíval přírodní, intimní a společenské motivy a v poezii hledá přirozenost, lásku a lidskost, díky čemuž se častým motivem jeho veršů stává srdce. Kromě vlastní tvorby se věnoval i překladům z francouzské poezie (Charles Baudelaire, Paul Eluard, Guillaume Apollinaire atd.), ale také z polské a ruské poezie. Překlady publikoval časopisecky.

## Ocenění
- 1976 – zasloužilý umělec

## Dílo

### Poezie
- 1941 – Neusínaj, zazní slunce
- 1946 – S tebou a sám
- 1948 – Umírat zakázáno
- 1954 – Pírkem holubice
- 1962 – Prostá řeč
- 1966 – Je to pravda, je to sen
- 1971 – Hrdá samota
- 1973 – Útěk a návrat
- 1975 – Básně
- 1978 – Spáč s květinou
- 1989 – Škola nostalgie
- 2002 – Zahradník snů

### Próza
- 1973 – Hříšná mládí

### Výběry
- 1965 – Neusínaj, zazní slunce
- 1971 – Láska na dálku
- 1975 – Básně

### Monografie a studie o autorovi
- 2011 – Vlnka, Jaroslav: Pavel Bunčák a poezie nadrealizmu. Trnava: Univerzita sv. Cyrila a Metoděje 2011.